# Mlaka
Mlaka es una localidad de Croacia situada en el municipio de Jasenovac, en el condado de Sisak-Moslavina. Según el censo de 2021, tiene una población de 23 habitantes.

## Historia
Durante la Segunda Guerra Mundial, Mlaka se encontró dentro del sistema de campos de concentración de Jasenovac organizados por los ustashas en el marco del Estado Independiente de Croacia (NDH).
Estos tomaron a los primeros prisioneros para trabajar en los campos en Mlaka en el verano de 1941, y en 1942 organizaron una granja de campamento allí, donde las prisioneras y algunos prisioneros fueron puestos a trabajar en tareas agrícolas estacionales. Cuando se completó el trabajo, fueron asesinados en los prados y bosques alrededor del pueblo y sus cuerpos fueron arrojados a varios pozos del pueblo. Hasta ahora se han confirmado cinco fosas comunes en Mlaka, de las cuales dos han sido marcadas. Las fosas comunes reordenadas se encuentran en Mali Čanak y Strmac. Actualmente hay caminos de concreto que conducen a ellas.
En abril de 1942, los ustashas enviaron a los aldeanos de Mlaka a los campos en Jasenovac y Stara Gradiška, desde donde los hombres fueron deportados a través del campamento de Sajmište en Zemun para realizar trabajos forzados en el Tercer Reich, mientras que las mujeres y los niños fueron enviados principalmente para ser la fuerza laboral en granjas del país en Eslavonia.
Hasta la fecha, se ha confirmado que 742 personas de Mlaka murieron en Jasenovac y Stara Gradiška. Los sobrevivientes de Mlaka erigieron dos monumentos en el centro del pueblo en 1967 a las víctimas del terror y los soldados caídos del Movimiento de Liberación Popular. El autor de ambos monumentos fue Petar Vovk.
Durante la Guerra de Croacia (1991-95), Mlaka quedó bajo la autoridad de la Región Autónoma Serbia de Eslavonia Occidental. En mayo de 1995, con motivo de la Operación Bljesak, pasó a la soberanía de la República de Croacia.